# 飯倉 (東京都港区)
飯倉（いいぐら、いいくら）は東京都港区麻布地域東部の歴史的地名。その指し示す範囲は時代によって異なるが、現在では主に旧飯倉町、飯倉片町を指す。凡そ飯倉町は東麻布一～三丁目、麻布台一・二丁目、飯倉片町は麻布台三丁目、六本木五丁目東北角に当たる。

## 歴史

### 地名の由来
江戸時代には、飯倉御厨において伊勢神宮への神饌を収める倉に由来する説を採る物が多い。御厨成立後に飯倉の名が出たことになり不審だが、現在の芝大神宮は往古飯倉神明と呼ばれ、寛弘2年（1005年）古く飯倉山と呼ばれた芝丸山古墳に伊勢神宮を勧請して創建されたと伝えられており、当地は飯倉御厨成立前から伊勢神宮と関係があった可能性もある。
また『江戸砂子』はある人によれば飯倉神明は古代の屯倉跡地だったとし、『日本書紀』宣化天皇元年5月1日条に見える穀倉ではないかとする。『新編武蔵風土記稿』もある人の話として文武天皇義倉説を載せるが、いずれも時代を遠く隔てた証言であり、信憑性に欠ける。
明治になり、吉田東伍は『大日本地名辞書』において、他の地域の飯倉地名に米蔵を由来とするものはないとして従来の説を斥け、米を盛った形のため名付けられた飯倉山が発祥であるとした。

### 飯倉御厨
実際の史料に飯倉の名が現れるのは、『吾妻鏡』元暦元年（1184年）5月3日条に源頼朝が伊勢神宮内宮荒木田成長へ飯倉御厨を寄進した記事が最初である。飯倉御厨は建久3年（1192年）8月の『神鳳鈔』にも存在が確認できる。
その後鎌倉時代を通じて史料には現れず、荒木田氏経『内宮引付』所収の寛正5年（1464年）8月9日内宮庁宣に名があるものの、文明元年（1469年）1月26日には飯倉御厨と相模国大庭御厨の代官による押領を太田道真・道灌に訴える書状が収録されている。これ以降史料には登場しない。

### 飯倉郷
一方、鎌倉時代には飯倉に御家人所領も存在していた。平安時代末期には平重継が豊島郡江戸郷に土着し、江戸氏を名乗った。次代江戸重長の次男以下は自らの所領を名乗り独立し、その内六男の六郎秀重は飯倉氏を名乗ったとされるが、その後の消息は不明である。
戦国時代には飯倉は後北条氏の支配下に置かれた。永禄2年（1559年）成立『小田原衆所領役帳』によって詳しい領有状況を知ることができる。
- 御馬廻衆大草左近大夫康盛　39貫780文　「飯倉之内前引」
- 江戸衆島津孫四郎　38貫150文　「飯倉内桜田善福寺分」
- 江戸衆飯倉弾正忠　11貫280文　「飯倉之内」
- 江戸衆太田新六郎康資　14貫850文　「江戸飯倉内小早川」　寄子衆蒲田氏に配当

その後も、永禄5年（1562年）4月16日に北条氏康（北条氏政とも）が本田正勝に飯倉郷宛行を約束した判物、8月29日に飯倉郷39貫を宛行った正式に本田正勝に宛行った朱印状が本田氏に伝わった。吉祥寺伝来の書状からは、元亀2年（1571年）7月28日遠山政景が同寺領として飯倉郷之内6貫を領したことがわかる。
また、慶長12年（1607年）川越市光西寺に伝わった本願寺教如証状に「武州豊島郡飯倉郷阿佐布善福寺」とある通り、飯倉郷は桜田や小早川、麻布を含めた広域な地名であったと見られるが、豊臣秀吉が小田原征伐の際天正18年（1590年）4月元麻布善福寺に送った禁制には「武蔵国白金之郷阿佐布善福寺」と記されており、実態は複雑であったことが窺える。

### 近世
天正19年（1591年）11月には芝西応寺に飯倉村内5石3斗が与えられた。江戸時代初期にはしばらくは飯倉村として農村であったが、江戸の成長につれ通り沿いが次第に市街化し、寛文2年（1662年）遂に以下の町が代官町奉行両支配となった。
- 飯倉町一～六丁目
- 飯倉片町
- 飯倉狸穴町
- 飯倉六本木町 - 寛文2年次に飯倉町から分立
- 飯倉順了寺門前 - 慶安元年（1648年）徳川秀忠霊廟別当恵眼院門誉が下屋敷替地を拝領、後町屋が起立
- 飯倉善長寺門前 - 同上

同時に寛文年間には西応寺領5石3斗の内3石7升6合が御用地として召し上げられ武家屋敷が成立、延宝6年（1678年）には村残部と飯倉狸穴町の一部等が甲斐甲府藩甲府徳川家下屋敷となり、寺領は消滅した。この際麻布永坂町隣に飯倉狸穴町代地として飯倉永坂町が起立した。
またこれ以降にも飯倉を冠する以下の町が成立した。
- 飯倉新町 - 享保9年（1724年）植木屋小右衛門が開発、享保19年（1734年）町奉行支配
- 飯倉的場屋敷 - 天明6年（1786年）鈴木九右衛門拝領町屋代地として成立
- 飯倉町続芝永井町代地 - 文化8年（1811年）芝永井町代地として成立
- 飯倉町続芝永井町上納地代地

### 近代
明治初年の町整理を経て、飯倉を冠するのは以下の8箇町となった。
- 飯倉一丁目 - 明治5年（1872年）光蔵院を合併
- 飯倉二丁目 - 明治5年（1872年）美作鶴田藩越智家下屋敷、他武家地を合併
- 飯倉三丁目 - 明治5年（1872年）一乗寺、真浄寺、天徳寺隠居所、旧尾張徳川家抱屋敷、他武家地を合併
- 飯倉四丁目 - 明治5年（1872年）飯倉熊野神社、瑠璃光寺、武家地を合併
- 飯倉五丁目 - 明治2年（1869年）飯倉的場屋敷、芝永井町代地、飯倉続芝永井町代地、飯倉町続芝永井町上納地代地、芝霊屋掃除屋敷代地、飯倉善長寺門前、飯倉順了寺門前、赤羽円明院門前を合併、明治5年（1872年）善長寺、順了寺、心光院、赤羽接遇所、赤羽稲荷神社を合併
- 飯倉六丁目 - 明治5年（1872年）豊後臼杵藩稲葉家下屋敷、出羽米沢新田藩上杉家上屋敷を合併
- 飯倉片町 - 明治5年（1872年）下野大田原藩大田原家屋敷、他武家地を合併
- 飯倉狸穴町 - 明治5年（1872年）陸奥三春藩秋田家中屋敷、同抱屋敷、他武家地を合併

なお、飯倉永坂町は麻布永坂町、飯倉新町は麻布新網町二丁目に合併され、飯倉六本木町は龍土六本木町等と合併して麻布六本木町となった。
明治11年（1878年）、飯倉地域は麻布地域、龍土地域、今井地域と共に麻布区に属した。明治44年（1911年）東京市内の町名の冠称が外されたため、飯倉狸穴町は狸穴町となり、飯倉の名は飯倉町一～六丁目、飯倉片町に残るのみとなった。

### 戦後
麻布区が芝区、赤坂区と合併し港区となると、町名には旧区名が冠され、麻布飯倉町、麻布飯倉片町となり、狸穴町は飯倉の付かない麻布狸穴町となった。
1970年代、住居表示法により町名の整理が行われ、麻布飯倉町、麻布飯倉片町は麻布台、東麻布、麻布十番等と置き換えられた。昭和56年（1981年）、極僅かに残っていた麻布飯倉町四丁目残部が東麻布二丁目に編入され、飯倉の地名は住所から完全に姿を消した。

## 現代に残る飯倉
行政地名として消滅以降も、旧飯倉町、飯倉片町では公私の施設に飯倉の名が残った。新規の施設にも積極的に飯倉、飯倉片町の名が用いられ、鉄道駅名にない旧町名としてはかなりの血脈を保っている。
- 首都高速都心環状線飯倉出入口
- 飯倉交差点（国道1号・東京都道319号環状三号線支線の交点）
- 飯倉片町交差点（東京都道319号支線・東京都道415号高輪麻布線の交点）
- 都営バス飯倉片町バス停留所
- 飯倉片町地下横断歩道
- 外務省飯倉公館
- 麻布消防署飯倉出張所
- 港区飯倉いきいきプラザ
- 港区立飯倉保育園、飯倉学童クラブ、飯倉公園
- 野田岩麻布飯倉本店
- キャンティ飯倉片町本店
- セブン-イレブン港区飯倉店
- 日本郵政グループ飯倉ビル - 麻布郵便局（現:麻布台ヒルズ郵便局）旧局舎、2019年解体